# 陳鎰
陳 鎰（ちん いつ、1389年 - 1456年）は、明代の官僚・政治家。字は有戒、号は介庵。本貫は蘇州府呉県。

## 生涯
1412年（永楽10年）、進士に及第し、監察御史に任じられた。1421年（永楽19年）、湖広按察副使として出向した。山東按察副使・浙江按察副使を歴任した。
1435年（宣徳10年）3月、陳鎰は右副都御史に抜擢された。都督同知の鄭銘とともに陝西に駐屯することになった。ときに北方の飢民が食を求めて多数流れこんできた。陳鎰は陝西赴任の途中に大名府に出てこれを見ると、上疏してその状況を報告し、英宗の命によって賦役が免除された。1436年（正統元年）、陳鎰は陝西での出兵のために物糧を徴収され、民衆が困窮しているとして、負担の減免を請願した。1437年（正統2年）5月、延綏・寧夏の辺境を巡視するよう命じられた。いたるところで軍民の便宜を上奏して、多くが改廃された。管轄の六府で飢饉が起こると、陳鎰は官倉を開いて振恤をおこなうよう請願した。英宗は輔臣の請願により、陳鎰に災害からの復旧にあたらせた。1441年（正統6年）春、陳鎰は外任の長きにわたっていることを英宗にねぎらわれ、王翺と1年ごとに交代するよう命じられた。1442年（正統7年）、陳鎰は王翺に代わって遼東に出向するべきところ、陝西の人に留任を求められ、英宗の命で旧任にとどまった。
1444年（正統9年）春、陳鎰は陝西に駐屯したまま、右都御史に進んだ。関中で飢饉が起こると、陳鎰は租税の十分の四を減免するよう請願した。ときにオイラトのエセン・ハーンが台頭し、人を派遣して罕東諸衛都督の喃哥らを平章に任じ、甘粛行省の名号を置いた。陳鎰はこのことを奏聞し、警戒を厳重にするよう求めた。ほどなく陳鎰は靖遠伯王驥とともに甘粛・寧夏・延綏の辺境の事務を巡視するよう命じられ、便宜の処置を許可された。災害が頻発していたことから、陳鎰は軍民を安堵させるための二十四事を上書し、その意見の多くは実施された。
陳鎰は襄陽と漢中のあいだの流民が集まって反乱を起こすことを危惧し、河南・湖広・陝西の三司の官に現地の救済にあたらせるよう請願した。英宗の内諾を得て実施しようとしたが、当事者が同意しなかった。のちの成化年間になって、項忠が荊襄の反乱を討つと、陳鎰の言が人々に回顧されるようになった。1445年（正統10年）3月、陳鎰は河南・山西を巡撫するよう命じられた。
1449年（正統14年）、土木の変で英宗がオイラトに連行され、郕王朱祁鈺が北京で監国すると、陳鎰は大臣たちとともに朝廷で王振を非難した。これにより王振の甥の王山が処刑された。エセン・ハーンが北京に侵攻を図ると、陳鎰は于謙の推薦により、畿内に出て官民の安撫にあたった。オイラト軍が撤退すると、陳鎰は北京に召還され、左都御史に進んだ。
1451年（景泰2年）、陝西で飢饉が発生し、軍民1万人あまりが陳鎰の赴任を請願した。監司がこれを奏聞すると、景泰帝（朱祁鈺）は陳鎰に陝西での救恤を命じた。1452年（景泰3年）春、陳鎰は北京に召還され、太子太保の位を加えられ、王文とともに都察院を管掌した。1453年（景泰4年）9月、病のため致仕した。1456年（景泰7年）3月、死去した。太保の位を追贈された。諡は僖敏といった。著書に『介庵集』6巻があった。
子に陳伸があり、1463年（天順7年）に刑部照磨となった。